# Miguel Boyer Salvador
Miguel Boyer Salvador (Sant Joan Lohitzune, 5 de febrer de 1939 - Madrid, 29 de setembre de 2014) fou un polític i economista espanyol, ministre d'Economia i Hisenda en el primer govern de Felipe González.

## Biografia
Va néixer el 5 de febrer de 1939 a la localitat de Donibane Lohizune, situada al territori de Lapurdi del País Basc del Nord, a conseqüència de l'exili viscut pel seu pare, un militant d'Izquierda Republicana proper a Manuel Azaña Díaz. Per part de la seva mare procedí d'una família de polítics liberals, sent familiar d'Amós Salvador Sáenz y Carreras i Tirso Rodrigáñez, Ministre d'Hisenda l'any 1905 i governador del Banc d'Espanya.
Va estudiar ciències econòmiques a la Universitat Complutense de Madrid, exercint posteriorment com a professor de l'Escola d'Enginyers de Telecomunicacions. Va treballar en el servei d'Estudis del Banc d'Espanya, va ser sotsdirector del Servei d'Estudis de l'Institut Nacional d'Indústria (INI), i l'any 1974 fou nomenat director d'aquest ens nacional. L'any 1981 va esdevenir director de Planificació i Estudis de l'Institut Nacional d'Hidrocarburs.
L'any 1988 es casà amb Isabel Preysler, convertint-se en una cara habitual de la premsa del cor.

## Activitat política
Militant del Partit Socialista Obrer Espanyol (PSOE) des de la dècada del 1960 va arribar a estar empresonat diversos mesos en la presó de Carabanchel després de passar per l'executiva del partit socialista. Va arribar a abandonar el partit, però es tornà a afiliar l'any 1979, moment en el qual fou escollit diputat en les eleccions legislatives d'aquell any en representació de la província de Jaén.
Amb la victòria socialista en les eleccions generals de 1982 fou nomenat per part de Felipe González Ministre d'Economia i Hisenda, càrrec que ocupà fins al 1985. Entre les seves actuacions més destacades es troba l'expropiació de Rumasa, la Llei d'Arrendaments Urbans i el decret liberalitzant els horaris comercials. Durant el seu mandat com a ministre va promoure una política econòmica restrictiva que permetés reduir la inflació, mantenint conflictes amb altres ministres del govern com Alfonso Guerra que preconitzaven una política econòmica diferent.
Va abandonar la militància del PSOE abans de les eleccions generals de l'any 1996, acostant-se posteriorment a les tesis del Partit Popular.